# Пристін
Присті́н — село в Україні, у Куп'янському районі Харківської області. Входить до складу Куп'янської міської громади. Населення становить 823 осіб. До 2020 року орган місцевого самоврядування — Пристінська сільська рада.

## Географія
Село Пристін розташоване на правому березі річки Оскіл на початку Оскільського водосховища, вище за течією за 4 км розташоване село Осиново, нижче за течією за 6 км розташоване село Сенькове, на протилежному березі — село Новоосинове. Поруч проходить автомобільна дорога Р79.

## Назва
Є дві версії виникнення назви. Перша: слобода побудована на узвишші над Осколом, пагорб мав до річки круте і високе, як стіна, урвище. Друга: до слободи з південного боку підступав густий, непрохідний, мов стіна, ліс. І в тому, і в другому випадку спонукальний мотив до надання назви однаковий: слобода при стіні, отже Пристін.
Пристін — «отвесный берег реки». Харьк. (Словник української мови Бориса Грінченка).
Пор.: Пристін: високий пагорб на правому березі Айдару зветься горою, що проходить через Осинове; мотивується назва апелятивом пристін зі значенням «крутий берег річки» (НП). Крута гора має майже прямовисну форму (Валентина Шевцова. Топонімія Луганщини: посібник  для студента і учителя. Луганськ, «Знання», 2000. С. 72).
Ще до теми: в с. Вільне Новомосковського району на Січеславщині ліс над річкою Самарою звався в народі Пристін (зі статті 1889 року). І ще: англійське словосполучення Pristine Forest означає «праліс», незайманий ліс! Де взялося англійське слово на теренах України?! Чекаємо відповіді від науковців.

## Історія
1690 рік - дата першої згадки села.
Дані розкопок засвідчують, що на місці, де тепер розташований Пристін, жили люди в епоху бронзи, у скіфські часи і в період Салтівської культури.
Під час організованого радянською владою Голодомору 1932—1933 років померло щонайменше 368 жителів села.
У 1969 році на базі колгоспів: Петрівського — «Комунар», Пристінського — «Заповіт Ілліча» та «Прогрес» із села Сеньок був утворений радгосп «Куп'янський». Його спеціалізували в рільництві на вирощуванні овочів, тваринництві — на виробництві молока і яловичини. Центральна садиба господарства розташувалася в Пристіні. Це сприяло розширенню і зміцненню інфраструктури і соціальної сфери Пристіна.
Особливо багато було зроблено за період, коли директором радгоспу працював Кришталь Михайло Шулімович. Нова будівля школи, дитячий садок на 90 місць, водогін, кілька гуртожитків, велика кількість жител для працівників радгоспу, приміщення культосвітніх закладів, їдальня, магазин, тепличний комбінат, тваринницький комплекс — ось неповний перелік об'єктів, що були введені тоді в діло.

## Сьогодення
В даний час частина виробничих об'єктів дуже звузила свою діяльність або й зовсім перестала діяти. Перестали функціювати й деякі побутові заклади. Однак життя іде своєю чергою. Багато з того, про що раніше турбувалася дирекція радгоспу, тепер лягло на плечі сільської ради. Представляючи територіальну громаду, вона від імені та в її інтересах здійснює функції, виконує повноваження визначені Конституцією та Законодавством України.
Соціальну сферу громади зараз представляють клубні заклади в селах Пристіні та Сеньок, бібліотека в селі Пристіні, фельдшерсько-акушерський пункт в Пристіні, фельдшерський пункт в Сеньку. Про постійну нормальну їх діяльність щоденно опікується сільська рада. Дбає вона і про поліпшення водозабезпечення, про здійснення багатьох інших заходів, які диктує щоденне життя громади.

## Населення

### Мова
Розподіл населення за рідною мовою за даними перепису 2001 року:
| Мова            | Кількість | Відсоток |
| --------------- | --------- | -------- |
| українська      | 699       | 84.93%   |
| російська       | 114       | 13.85%   |
| вірменська      | 7         | 0.85%    |
| ромська         | 1         | 0.12%    |
| інші/не вказали | 2         | 0.25%    |
| Усього          | 823       | 100%     |

## Пам'ятки
Село Пристін являє собою чималий історичний інтерес. Тут знайдені цікаві археологічні пам'ятки. Разом з Куп'янськом воно є першим поселенням, яке виникло на Осколі в період залюднення Дикого поля переселенцями з правобережжя Дніпра. Поряд з селом розташований брід Осиновий, який колись часто використовували татари при набігах на Слобожанщину. В селі існувала церква, яку розписував всесвітньо відомий художник Ілля Рєпін. На жаль, до наших днів вона не збереглася.
Церква була дерев'яною. Влітку 1942 року при відступі її розібрали бійці Червоної армії для будівництва переправ через Оскіл.

## Культура

### Пристінська сільська бібліотека
Перша бібліотека в селі Пристін була організована в 1901 році (за даними "Вісника «Народные библиотеки Харьковской губернии» за 1911 рік). З досліджень «Библиотеки-читальни Харьковской губернии 1900—1902 гг.» ми дізнаємось, що приміщення бібліотеки було невеликим, але книги видавалися щоденно, у вечірні години. Завідував бібліотекою вчитель місцевої земської школи. Фонд складав 585 книг та 3 періодичні видання. Читачами бібліотеки було 203 жителя села. Даних про наявність бібліотеки в Пристіні в 1920-1930-ті роки немає.
Після війни, в 1952 році кімнату для бібліотеки виділили в приміщенні сільської ради. Завідувала бібліотекою Серьоженко Ніна Петрівна. В 1975 році бібліотека переїжджає в новозбудоване приміщення сільського клубу, у якому знаходиться до цього часу. Книжковий фонд постійно поповнювався, проводилися різноманітні тематичні масові заходи, організовувалися бригадні абонементи на фермах, польових станах, тракторних бригадах. Н. П. Серьоженко працювала в бібліотеці 44 роки. В 1996 році бібліотекарем стала Ковальова Наталія Василівна. В 2005 році в бібліотеку прийшла працювати Ляхова Тетяна Олексіївна.
В 2011 році завідувачкою Пристінської бібліотеки стала Гергель Оксана Олександрівна, яка працює і до цього часу. Сьогодні бібліотека в Пристіні — центр інформації та дозвілля для жителів села. Проводяться різноманітні тематичні масові заходи. Бібліотека бере активну участь у житті школи та села. Для дітей та молоді в бібліотеці працює клуб «Недільна світлиця» літературно-естетичної спрямованості. В 2013 році Пристінська сільська рада подарувала бібліотеці комп'ютер. Пристінська сільська бібліотека є філією Куп'янської централізованої бібліотечної системи. Читачами бібліотеки є більш як 500 жителів села, фонд налічує 5934 екземпляри.

## Економіка
- Молочно-товарна ферма.

## Об'єкти соціальної сфери
- Школа.
- Клуб.
- Стадіон.

## Відомі люди
- 1861 — в селі жив і працював Ілля Рєпін.
- Часто бував Остап Вишня.
- селі народилася Денисенко Ольга Йосипівна (нар. 1952) — український мистецтвознавець.